# Municipio de Hill City
El municipio de Hill City (en inglés, Hill City Township) es un municipio del condado de Graham, Kansas, Estados Unidos. Tiene una población estimada, a mediados de 2021, de 1518 habitantes.

## Geografía
Está ubicado en las coordenadas 39°24′0″N 99°48′57″O / 39.40000, -99.81583. Según la Oficina del Censo de los Estados Unidos, tiene una superficie total de 112.17 km², de la cual 112.02 km² corresponden a tierra firme y 0.15 km² están cubiertos de agua.

## Demografía
Según el censo de 2020, en ese momento había 1518 personas residiendo en la zona. La densidad de población era de 13.6 hab./km². El 92.8 % de los habitantes eran blancos, el 1.8 % eran afroamericanos, el 0.4 % eran amerindios, el 0.9 % eran asiáticos, el 0.1 % era isleño del Pacífico, el 0.3 % eran de otras razas y el 3.7 % eran de una mezcla de razas. Del total de la población, el 2.8 % eran hispanos o latinos de cualquier raza.